# Åbne uddannelsesressourcer
Åbne uddannelsesressourcer (forkortet OER efter det engelske navn, Open Educational Resources) er frit tilgængelige, åbent licenserede tekster, medier og andre digitale aktiver, der er nyttige til undervisnings-, lærings- og vurderings- samt til forskningsformål.
Udtrykket OER beskriver offentligt tilgængelige materialer og ressourcer, som enhver bruger kan bruge, remixe, forbedre, dele og distribuere under nogle åbne vilkår. 
Udvikling og fremme af åbne uddannelsesmæssige ressourcer er ofte motiveret af et ønske om at give en alternativ eller forbedret pædagogisk ramme og tilgængelighed for uddannelse . 

## Definition og omfang
Ideen om åbne uddannelsesressourcer (OER) har mange arbejdsdefinitioner.  Begrebet blev først opfundet på UNESCO's Forum for Open Courseware  fra 2002 og betegner "undervisnings-, lærings- og forskningsmateriale i ethvert medie, digitalt eller på anden måde, der er fælles ejendom (engelsk: public domain) eller er blevet frigivet under en åben licens, der tillader enhver omkostningsfri adgang, brug, tilpasning og deling uden nogen eller begrænsede begrænsninger. Åbne licenser er opbygget inden for de eksisterende rammer for intellektuelle ejendomsrettigheder som defineret af relevante internationale konventioner og respekterer værkets forfatterskab ".

Ofte citeres William og Flora Hewlett Foundation, der definerer OER som:
OER er undervisnings-, lærings- og forskningsressourcer, der er offentlig ejendom eller er blevet frigivet under en licens til intellektuel ejendomsret, der tillader andre fri brug og ændring. Åbne uddannelsesressourcer omfatter fulde kurser, kursusmaterialer, moduler, lærebøger, streamingvideoer, tests, software og andre værktøjer, materialer eller teknikker, der bruges til at understøtte adgang til viden. 
Hewlett Foundation opdaterede sin definition til:
"Åbne uddannelsesressourcer er undervisnings-, lærings- og forskningsmateriale i ethvert medie-digitalt eller på anden måde - der er offentlig ejendom eller som er blevet frigivet under en åben licens, der tillader gratis adgang, brug, tilpasning og omfordeling af andre, uden eller med få begrænsninger  ". Den nye definition siger udtrykkeligt, at OER kan omfatte både digitale og ikke-digitale ressourcer. Den viser også flere typer brug, som OER tillader, inspireret af 5R -aktiviteter i OER.  
5R -aktiviteter/tilladelser blev foreslået af David Wiley, som omfatter:
- Behold (retain) - retten til at lave, eje og kontrollere kopier af indholdet (f.eks. Downloade, kopiere, gemme og administrere)
- Genbrug (reuse) - retten til at bruge indholdet på en lang række måder (f.eks. I en klasse, i en studiegruppe, på et websted, i en video)
- Revider (revise) - retten til at tilpasse, justere, ændre eller ændre selve indholdet (fx at oversætte indholdet til et andet sprog)
- Remix (remix) - retten til at kombinere det originale eller reviderede indhold med andet materiale for at skabe noget nyt (fx at indarbejde indholdet i en mashup)
- Omfordel (redistribute) - retten til at dele kopier af det originale indhold, dine revisioner eller dine remixe med andre (fx give en ven en kopi af indholdet) [9]

Brugere af OER har lov til at deltage i alle af disse fem R -aktiviteter, fordi der er anvendt en åben licens.
Organisationen for økonomisk samarbejde og udvikling (OECD) definerer OER som: "digitaliseret materiale, der tilbydes frit og åbent for undervisere, studerende og selvlærende til brug og genbrug til undervisning, læring og forskning. OER inkluderer læringsindhold, softwareværktøjer til at udvikle, bruge og distribuere indhold og implementeringsressourcer såsom åbne licenser ".  (Dette er definitionen citeret af Wikipedias søsterprojekt, Wikiversity . ) Til sammenligning har Commonwealth of Learning "vedtaget den bredeste definition af Open Educational Resources (OER) som" materialer, der tilbydes frit og åbent til brug og tilpasning til undervisning, læring, udvikling og forskning "".  WikiEducator -projektet foreslår, at OER refererer "til uddannelsesressourcer (lektionsplaner, quizzer, pensum, undervisningsmoduler, simuleringer osv.), Der er frit tilgængelige til brug, genbrug, tilpasning og deling".  
Forskellige opfattelser af OER
Ovenstående definitioner afslører nogle af de spændinger, der findes med OER:
- Ressourcens art: Flere af definitionerne ovenfor begrænser definitionen af OER til digitale ressourcer, mens andre mener, at enhver uddannelsesmæssig ressource kan inkluderes i definitionen.
- Ressourcens kilde: Selvom nogle af definitionerne kræver, at der produceres en ressource med et eksplicit uddannelsesmæssigt formål for øje, udvider andre dette til at omfatte enhver ressource, der potentielt kan bruges til læring.
- Niveau af åbenhed: De fleste definitioner kræver, at en ressource skal være offentlig ejendom (public domain) eller under en helt åben licens. Andre kræver blot, at ressourcen gives fri brug til uddannelsesmæssige formål, muligvis undtagen kommerciel brug.

Disse definitioner har også fælles elementer, nemlig at de alle:
- omfatter brug og genbrug, genanvendelse og ændring af ressourcerne
- omfatter gratis brug til undervisningsformål af lærere og elever
- omfatter alle former for digitale medier. [14]

I betragtning af mangfoldigheden af brugere, skabere og sponsorer af åbne uddannelsesressourcer er det ikke overraskende at finde forskelle i deres definition af anvendelse og betingelser.

For at en uddannelsesressource kan være OER / en åben uddannelsesressource, skal den anvende en åben licens. Mange uddannelsesressourcer, der gøres tilgængelige på internettet, er rettet mod at give online adgang til et digitaliseret uddannelsesindhold, men selve materialet er ofte restriktivt licenseret. De er således ikke OER. Ofte er dette ikke forsætligt. De fleste undervisere kender ikke loven om ophavsret i deres egen jurisdiktion, og endnu mindre internationalt. International lovgivning og national lovgivning i næsten alle nationer, og bestemt af dem, der har tilmeldt sig World Intellectual Property Organization (WIPO), begrænser alt indhold under streng ophavsret (medmindre ophavsretsindehaveren specifikt frigiver det under en åben licens). Creative Commons -licensen er den mest udbredte licensramme internationalt brugt til OER.

## Historie
Begrebet læringsobjekt blev opfundet i 1994 af Wayne Hodgins og vandt hurtigt anvendelse blandt pædagoger og undervisningsdesignere, hvilket populariserede ideen om, at digitale materialer kan designes, så det er let at genbruge i en lang række undervisnings- og læringssituationer.
OER -bevægelsen stammer fra udviklingen inden for åben og fjernundervisning (ODL for Open and Distance Learning) og i den bredere kontekst af en kultur med åben viden, open source, gratis deling og peer -samarbejde, der opstod i slutningen af det 20. århundrede. OER og Free/Libre Open Source Software (FLOSS) har fx mange aspekter til fælles,   en forbindelse, der først blev etableret i 1998 af David Wiley , der opfandt udtrykket åbent indhold og introducerede konceptet ved analogi med open source.  Richard Baraniuk lavede den samme forbindelse uafhængigt i 1999 med grundlæggelsen af Connexions (nu kaldet OpenStax CNX ). 
MIT OpenCourseWare -projektet krediteres for at have udløst en egentlig global Open Educational Resources bevægelse efter at have annonceret i 2001, at det ville lægge hele MITs kursuskatalog online og lancere dette projekt i 2002.  Andre samtidige OER -projekter omfatter Connexions, som blev lanceret af Richard Baraniuk i 1999 og fremvist med MIT OpenCourseWare ved lanceringen af Creative Commons åbne licenser i 2002.  I en første manifestation af denne bevægelse indgik MIT i et partnerskab med Utah State University, hvor adjunkt i undervisningsteknologi David Wiley oprettede et distribueret peer support-netværk for OCW's indhold gennem frivillige, selvorganiserende interessefællesskaber. 
Udtrykket "åbne uddannelsesressourcer" blev først vedtaget på UNESCOs i 2002 på deres Forum om Virkningen af Åbne Kurser for videregående uddannelse i udviklingslande.
I 2005 lancerede OECD's Center for Uddannelsesforskning og Innovation (CERI) en 20-måneders undersøgelse for at analysere og kortlægge omfanget af initiativer vedrørende "åbne uddannelsesressourcer" med hensyn til deres formål, indhold og finansiering.  Rapporten "Giving Free Knowledge: The Emergency of Open Educational Resources",  offentliggjort i maj 2007, er projektets hovedoutput, som involverede en række ekspertmøder i 2006. 
I september 2007 indkaldte Open Society Institute og Shuttleworth Foundation til et møde i Cape Town, hvortil tredive førende fortalere for åben uddannelse blev inviteret til at samarbejde om teksten til et manifest. Cape Town Open Education Declaration blev frigivet den 22. januar 2008 opfordrede regeringer og forlag til gratis at stille offentligt finansieret undervisningsmateriale til rådighed via internettet.  
Den globale bevægelse for OER kulminerede på den første Verdens OER -kongres, der blev indkaldt i Paris 20. -22. Juni 2012 af UNESCO, COL og andre partnere. Den resulterende Paris OER-erklæring (2012) bekræftede internationale organisationers, regeringers og institutioners fælles forpligtelse til at fremme åben licensering og gratis deling af offentligt finansieret indhold, udvikling af nationale politikker og strategier for OER, kapacitetsopbygning og åben forskning .  I 2018 blev afholdtes den anden Verdens OER-kongres i Ljubljana, Slovenien, medarrangeret af UNESCO og Sloveniens regering. De 500 eksperter og nationale delegerede fra 111 lande vedtog Ljubljana OER -handlingsplanen.  Det anbefaler 41 tiltag for at integrere åbne ressourcer med åbne licenser for i 2030 at nå verdensmålet om bæredygtig udvikling 4 om "kvalitet og livslang uddannelse". 

## Fordele og ulemper
Fordele ved at bruge OER omfatter:
- Udvidet adgang til læring – kan tilgås hvor som helst når som helst
- Muligheden for at ændre kursusmaterialer – fx at et materiale kan forkortes eller benyttes i uddrag ned til mindre emner, der er relevante for kurset
- Forbedring af kursusmateriale – tekster, billeder og videoer kan bruges til at understøtte forskellige læringsmetoder
- Hurtig formidling af information – lærebøger kan fremsættes hurtigere online end at udgive en lærebog
- Omkostningsbesparelse for studerende – alle aflæsninger er tilgængelige online, hvilket kan give elever og studerende store besparelser [32]

Ulemper ved at bruge OER omfatter:
- Bekymringer for kvalitet / pålidelighed - et onlinemateriale kan når som helst redigeres af alle, hvilket kan resultere i irrelevante eller unøjagtige oplysninger
- Begrænsning af ophavsretlig ejendomsbeskyttelse – idet OER-licenser som udgangspunkt ændrer "Alle rettigheder forbeholdes" til "Nogle rettigheder forbeholdt.", [33] hvilket betyder at indholdsskabere skal være forsigtige med hvilke materialer, de stiller til rådighed
- Teknologiske spørgsmål – nogle studerende kan have svært ved at få adgang til online ressourcer på grund af langsom internetforbindelse eller har muligvis ikke adgang til den software, der kræves for at bruge materialet [32]

## Licensering og typer
Åbne uddannelsesressourcer involverer ofte spørgsmål vedrørende intellektuelle ejendomsrettigheder . Traditionelt undervisningsmateriale, fx lærebøger, er beskyttet under konventionelle ophavsretlige vilkår. Imidlertid er alternative og mere fleksible licensmuligheder blevet tilgængelige som følge af arbejdet i Creative Commons, en non-profit organisation, der leverer færdige licensaftaler, der er mindre restriktive end de "alle rettigheder forbeholdte" vilkår i international international ophavsret. Disse nye muligheder er blevet en "kritisk infrastrukturtjeneste for OER -bevægelsen." En anden licens, der typisk bruges af udviklere af OER-software, er GNU General Public License fra gratis og open source software (FOSS) -fællesskabet. Åben licens tillader brug af materialer, der ikke let ville være tilladt under ophavsret alene. 
Typer af åbne uddannelsesressourcer inkluderer fulde kurser, kursusmaterialer, moduler, læringsobjekter, åbne lærebøger, åbent licenserede videoer, tests, software og andre værktøjer, materialer eller teknikker, der bruges til at understøtte adgang til viden. OER kan være frit og åbent tilgængelige statiske ressourcer, dynamiske ressourcer, der ændrer sig over tid i løbet af at have videnssøgere, der interagerer med og opdaterer dem (fx denne Wikipedia -artikel), eller et kursus eller modul med en kombination af disse ressourcer.

## Forskning
Den voksende bevægelse af OER har også fremmet forskningsaktiviteter om OER over hele verden. Generelt er forskning om OER kategoriseret i fire kategorier, kaldet COUP Framework, baseret på forskningens fokus: 
Hilton (2016, 2019 ) gennemgik undersøgelser af OER med fokus på omkostninger, resultater og opfattelser og fandt ud af, at de fleste af undersøgelserne (fx Fischer, Hilton, Robinson, & Wiley, 2015; Lovett, Meyer, & Thille, 2008; Petrides, Jimes, Middleton-Detzner, Walling, & Wiess, 2011 ) havde fundet ud af, at OER forbedrer de studerendes læring og samtidig reducerer omkostningerne til deres uddannelsesressourcer betydeligt (fx lærebøger). Han fandt også ud af, at opfattelser af OER blandt fakulteter og studerende generelt er positive (fx Allen & Seaman, 2014;  Bliss, Hilton, Wiley, & Thanos, 2013 ). Få undersøgelser har undersøgt brugen af OER, så det er stadig ikke helt klart, hvordan fakultets- og studerendes brug af OER (aktiveret af tilladelsen fra en åben licens) ville bidrage til elevernes læring.  For eksempel har forskning fra Tjekkiet vist, at de fleste studerende sagde, at de bruger OER så ofte som eller oftere end klassiske materialer. Wikipedia er den mest anvendte ressource. Tilgængelighed, mængden af information og let orientering er de mest værdifulde fordele ved OER-brug. (Petiška, 2018) </br> De tilgange, der foreslås i COUP -rammen, er også blevet brugt internationalt (f.eks Pandra & Santosh, 2017; Afolabi, 2017  ), selvom kontekster og OER -brugstyper varierer fra land til land.
En undersøgelse fra Charles University fra 2018 præsenterer, at Wikipedia er den mest anvendte OER for studerende på miljøstudier (bruges af 95% af de studerende) og hævder, at uddannelsesinstitutioner bør fokusere deres opmærksomhed på det (fx ved at støtte Wikipedian in residence ).
For at tilskynde flere forskere til at deltage inden for OER har Open Education Group oprettet et "OER Research Fellowship" -program, der udvælger 15-30 ph.d.-studerende og tidlige karriereforskere i Nordamerika (USA og Canada).  Til dato har mere end 50 forskere tilsluttet sig programmet og forsket i OER.  Open University i Storbritannien har kørt et andet program med det formål at støtte studerende, der forsker i OER fra ethvert land i verden gennem deres GO-GN-netværk (Global OER Graduate Network).  GO-GN giver sine medlemmer finansiering og netværksmuligheder samt forskningsstøtte. I øjeblikket er mere end 60 studerende opført som dets medlemmer. På hvert institut- og universitetsniveau arbejder de støttede studerende og forskere med at udbrede kendskabet til åbne uddannelsesressourcer, og hvordan man implementerer licensen, hvordan man bør uddannes og hvordan man kan få andre til at praktisere sessionen 

## Omkostninger
En af de mest citerede fordele ved OER er deres potentiale for at reducere omkostninger. Selvom OER kan være med til at sænke de samlede udgifter, er de ikke omkostningsfrie. Ny OER kan samles eller simpelthen genbruges eller genanvendes fra eksisterende åbne ressourcer. Dette er en primær styrke ved OER og kan som sådan give store omkostningsbesparelser. OER behøver ikke at blive skabt fra bunden. På den anden side er der nogle omkostninger ved implementerings- og tilpasningsprocessen. 

## Institutionel støtte
En stor del af det tidlige arbejde med åbne uddannelsesressourcer blev finansieret af universiteter og fonde som William og Flora Hewlett Foundation,  som var de vigtigste økonomiske tilhængere af åbne uddannelsesressourcer i de første år og har brugt mere end 110 mio. $ i perioden 2002 til 2010, hvoraf mere end 14 mio. $ gik til MIT .  Shuttleworth Foundation, der fokuserer på projekter vedrørende oprettelse af samarbejdsindhold, har også bidraget. Da den britiske regering bidrog med 5,7 mio. Pund, er  institutionel støtte også blevet ydet af de britiske finansieringsorganer JISC  og HEFCE .  JISC/HEFCE UKOER -programmet (fase 3 fra oktober 2011 - oktober 2012)  var beregnet til at bygge på en bæredygtig procedure, der er angivet i de to første faser, og til sidst udvide i nye retninger, der forbinder åbne uddannelsesressourcer med andre arbejdsområder.  
De Forenede Nationers Organisation for Uddannelse, Videnskab og Kultur (UNESCO) indtager en ledende rolle i "at gøre landene bevidste om potentialet i OER."  Organisationen har indledt debat om, hvordan man anvender OER i praksis og taget initiativ til diskussioner om dette spørgsmål gennem sit International Institute of Educational Planning (IIEP). I den opfattelse, at OER kan udvide adgangen til kvalitetsuddannelse, især når de deles af mange lande og højere uddannelsesinstitutioner, kæmper UNESCO også for OER som et middel til at fremme adgang, lighed og kvalitet i ånden i Verdenserklæringen om Menneskerettigheder .  I 2012 blev Paris OER -erklæringen  godkendt under OER -verdenskongressen 2012, der blev afholdt på UNESCOs hovedkvarter i Paris.

## Initiativer
SkillsCommons blev udviklet i 2012 under California State University Chancellor's Office og finansieret via $ 2 milliarder amerikanske Department of Labor's TAACCCT -initiativ. Ledet af assisterende vicekansler, Gerard Hanley, og modelleret efter søsterprojekt, MERLOT, blev SkillsCommons åbent arbejdsstyrkeudviklingsindhold udviklet og undersøgt af 700 samfundskollegier og andre TAACCCT -institutioner i hele USA. SkillsCommons -indholdet oversteg to millioner downloads i september 2019 og blev på det tidspunkt anset for at være verdens største lager af åbent undervisningsmateriale og uddannelsesmateriale.
Et parallelt initiativ, OpenStax CNX (tidligere Connexions), kom ud af Rice University med start i 1999. I begyndelsen fokuserede Connexions-projektet på at oprette et åbent lager af brugergenereret indhold . I modsætning til OCW -projekterne skal indholdslicenser være åbne under en Creative Commons Attribution International 4.0 (CC BY) -licens. Kendetegnende for Connexions er brugen af et brugerdefineret XML -format CNXML, designet til at hjælpe og muliggøre blanding og genbrug af indholdet.
I 2012 blev OpenStax oprettet på baggrund af Connexions -projektet. I modsætning til brugergenererede indholdsbiblioteker ansætter OpenStax fageksperter til at oprette lærebøger på college-niveau, der er peer-reviewed, åbent licenseret og gratis online.  Ligesom indholdet i OpenStax CNX er OpenStax -bøger tilgængelige under Creative Commons CC BY -licenser, der tillader brugere at genbruge, remixe og omfordele indhold, så længe de giver kreditering. OpenStax's erklærede mission er at oprette fagbøger af høj kvalitet til de højeste tilmeldte bacheloruddannelser, der er af samme kvalitet som traditionelle lærebøger, men som kan tilpasses og er gratis tilgængelige for studerende. 
Andre initiativer fra MIT OpenCourseWare er China Open Resources for Education og OpenCourseWare i Japan . OpenCourseWare -konsortiet, der blev grundlagt i 2005 for at udvide åbent kursusmaterialers rækkevidde og effekt og fremme nyt åbent kursusmateriale, talte mere end 200 medlemsinstitutioner fra hele verden i 2009. 
OER Africa, et initiativ etableret af det sydafrikanske institut for fjernundervisning (Saide - South African Institute for Distance Education) for at spille en ledende rolle i at drive udviklingen og brugen af OER på tværs af alle uddannelsessektorer på det afrikanske kontinent.  OER4Schools- projektet fokuserer på brugen af åbne uddannelsesressourcer i læreruddannelser i Afrika syd for Sahara.
Wikiwijs ( Holland ), var et program, der skulle fremme brugen af åbne uddannelsesressourcer (OER) i den hollandske uddannelsessektor;
Programmet åbne uddannelsesressourcer (fase 1  og 2  ) ( Storbritannien ), finansieret af HEFCE, UK Higher Education Academy og Joint Information Systems Committee (JISC), som har støttet pilotprojekter og aktiviteter omkring det åbne frigivelse af læringsressourcer, til fri brug og genanvendelse på verdensplan.
I 2003 blev ejerskabet til Wikipedia og Wiktionary- projekter overført til Wikimedia Foundation, en non-profit velgørende organisation, hvis mål er at indsamle og udvikle gratis uddannelsesindhold og formidle det effektivt og globalt. Wikipedia rangerer blandt de ti mest besøgte websteder verden over siden 2007.
OER Commons opstod i 2007 af Institute for the Study of Knowledge Management in Education (ISKME), et nonprofit uddannelsesforskningsinstitut dedikeret til innovation inden for åbent uddannelsesindhold og -praksis, som en måde at samle, dele og fremme åbne uddannelsesressourcer til undervisere, administratorer, forældre og studerende. OER Commons giver også undervisere værktøjer til at tilpasse OER til Common Core State Standards ; at evaluere kvaliteten af OER til OER Rubrics; og at bidrage og dele OER med andre lærere og elever over hele verden. For yderligere at fremme deling af disse ressourcer blandt undervisere lancerede ISKME i 2008 OER Commons Teacher Training Initiative, der fokuserer på at fremme åben uddannelsespraksis og på at opbygge muligheder for systemiske ændringer i undervisning og læring.
En af de første OER-ressourcer til grundskoler og ungdomsuddanneler er Curriki . Curriki er en nonprofitorganisation og tilbyder et websted til udvikling af open source-læseplaner (OSC) for at give universel adgang til gratis læreplaner og undervisningsmateriale til studerende op til 18 år (K-12). Ved at anvende open source-processen på uddannelse giver Curriki undervisere mulighed for at blive et aktivt fællesskab i skabelsen af gode læreplaner. Kim Jones fungerer som Currikis administrerende direktør. 
I august 2006 blev WikiEducator lanceret for at facilitere et sted til planlægning af uddannelsesprojekter baseret på OER, oprettelse og fremme af åbne uddannelsesressourcer (OER'er) og netværk til finansiering af forslag. Den 30. juni 2009 faciliterede projektet 86 workshops med uddannelse af 3.001 undervisere fra 113 forskellige lande. 
I august 2013 blev Tidewater Community College det første kollegium i USA til at oprette en Associate of Science -grad udelukkende baseret på åbent licenseret indhold – "Z-graden". Den samlede indsats fra et hold på 13 fakultetmedlemmer, college-personale og administration kulminerede, da studerende tilmeldte sig de første "z-kurser", der udelukkende er baseret på OER. Målene for dette initiativ var todelt: 1) at forbedre elevernes succes og 2) at øge undervisernes effektivitet. Kurser blev strippet ned til at fokusere på læringsresultater og genopbygget ved hjælp af åbent licenseret indhold, gennemgået og udvalgt af fakultetsudvikleren, baseret på dets evne til at lette elevernes opnåelse af målene. De 21 z-kurser, der udgør en associate of science degree i business administration, blev lanceret samtidigt på tværs af fire campusplaceringer. TCC er det 11. største offentlige toårige kollegium i USA og registrerer næsten 47.000 studerende årligt. 
I samme periode fra 2013–2014 skabte Northern Virginia Community College (NOVA) også to gratis OER studier: det ene en associeret grad i generelle studier, den anden en associeret grad i samfundsvidenskab. En af de største samfundskollegier i landet, NOVA betjener omkring 75.000 studerende på seks campusser. NOVA Online (tidligere kendt som Extended Learning Institute eller ELI) er det centraliserede online læringshub for NOVA, og det var gennem ELI, at NOVA lancerede deres OER-Based General Education Project . Dr. Wm. Preston Davis, direktør for Instructional Services hos NOVA Online, førte ELI -teamet af fakulteter, instruktionsdesignere og bibliotekarer på projektet til at skabe det, NOVA kalder "digitale åbne " kurser. I planlægningsfasen var teamet omhyggeligt med at vælge centrale kurser med høj tilmelding, der kunne påvirke så mange studerende som muligt, uanset specifikt studieforløb. På samme tid kiggede teamet ud over individuelle kurser for at skabe dybde og kvalitet omkring fuld vej for studerende til at tjene en hel grad. Fra efteråret 2013 til efteråret 2016 havde mere end 15.000 studerende tilmeldt sig NOVA OER-kurser, hvilket gav besparelser på lærebøger på over 2 millioner dollars i løbet af treårsperioden.  NOVA arbejder også på at tilføje en tredje OER -grad i Liberal Arts.
Nordic OER var et nordisk netværk til fremme af åben uddannelse og samarbejde mellem interessenter i alle uddannelsessektorer, der havde initiativer i norden i 2013-15.
I Norge er den norske digitale læringsarena (NDLA) en fælles tværkommunal organisation, der tilbyder åbne digitale læringsressourcer til gymnasial uddannelse. Ud over at være en samling af åbne uddannelsesressourcer, tilbyder NDLA en række andre online værktøjer til deling og samarbejde. Ved projektstart i 2006 blev øget volumen og mangfoldighed betragtet som væsentlige betingelser for indførelse af gratis læremateriale i gymnasial uddannelse.  Incitamentet var en ændring, der pålagde kommunerne at levere gratis uddannelsesmateriale, på tryk såvel som digitalt, herunder digital hardware. 
I 2014 begyndte William og Flora Hewlett Foundation at finansiere etableringen af et OER-verdenskort, der dokumenterer OER-initiativer rundt om i verden. Siden 2015 udvikler hbz og graphthinking GmbH tjenesten med finansiering fra Hewlett Foundation på https://oerworldmap.org Arkiveret 13. august 2021 hos  Wayback Machine . Den første version af webstedet blev lanceret i marts 2015  og webstedet udvikles løbende. OER-verdenskortet inviterer folk til også at indtaste en personlig profil for at tilføje deres organisation, OER -projekt eller service til databasen.
I marts 2015 lancerede Eliademy.com crowdsourcing af OER -kurser under CC-licens. Platformen forventer at indsamle 5000 kurser i løbet af det første år, der kan genbruges af lærere verden over.
I 2015 lancerede University of Idaho Doceo Center åbent kursusindhold for K-12 skoler med det formål at øge bevidstheden om OER blandt K-12 undervisere.  Dette blev kort efterfulgt af et Open Textbook Crash Course, som gav K-12-undervisere grundlæggende viden om ophavsret, åben licens og attribution. Resultaterne af disse projekter er blevet brugt til at informere forskning om, hvordan man understøtter K-12-underviseres OER-adfærdskompetence og udbredelse af åben praksis. 
Som reaktion på COVID-19 har Principal Institute Arkiveret 17. september 2021 hos  Wayback Machine indgået et partnerskab med Fieth Consulting, LLC, California State University's SkillsCommons og MERLOT for at oprette denne GRATIS online ressource-hub designet til at hjælpe administratorer, lærere, studerende og familier mere effektivt at understøtte undervisning og læring online. 

## Store OER konferencer
- Open Education Conference [74] Afholdes årligt i Nordamerika (USA og Canada).
- OER -konference – [75] Afholdes årligt i Europa.
- OE Global Conference – [76] drives af Open Education Global og afholdes årligt forskellige steder i verden.
- Creative Commons Global Summit – [77] Creative Commons afholder hvert år sit globale topmøde, og et af hovedemnerne er Open Education og OER.
- Wikimania afholdes hvert af Wikimedia Foundation.

## Kritisk holdninger om OER som en bevægelse

### Ekstern diskurs
OER -bevægelsen er blevet beskyldt for insularitet og sin manglende globale forbindelse: "OER'er vil ikke være i stand til at hjælpe lande med at nå deres uddannelsesmål, medmindre bevidstheden om deres magt og potentiale hurtigt kan udvides ud over de interessefællesskaber, som de allerede har tiltrukket." 
Mere grundlæggende blev der rejst tvivl om de altruistiske motiver, der typisk hævdes af OER-initiativer. Selve projektet blev anklaget for imperialisme, fordi de højt udviklede landes økonomiske, politiske og kulturelle præferencer bestemmer skabelsen og formidlingen af viden, der kan bruges af mindre udviklede lande og kan være selvforstærkende og bias.
For at imødegå den generelle dominans af OER fra de udviklede lande har forskningsprojektet Research on OER for development (ROER4D) til formål at undersøge, hvordan OER kan produceres i det globale syd (udviklingslande), som kan imødekomme institutionernes lokale behov og mennesker. Det søger at forstå på hvilke måder, og under hvilke omstændigheder kan vedtagelsen af OER imødekomme den stigende efterspørgsel efter tilgængelig, relevant, høj kvalitet og overkommelig post-sekundær uddannelse i det globale syd.
Et af delprojekterne i Research on OER for development project havde til formål at arbejde med lærere fra statslige skoler i Karnataka for i fællesskab at oprette OER, herunder på Kannada-sproget, der tales i staten.  Målet var at skabe en model, hvor lærere i offentlige uddannelsessystemer (der tæller hundredtusinder i de fleste lande) kan samarbejde om at oprette og udgive OER.

### Intern diskurs
Inden for den åbne uddannelsesressourcebevægelse er konceptet OER aktivt.  Overvej f.eks. Forestillinger om gratis versus libre- viden, som findes i diskursen om massive åbne online-kurser, som kan tilbyde gratis kurser, men opkræver gebyr for end-of-course-priser eller kursusbekræftelsescertifikater fra kommercielle enheder.   Et andet eksempel på i det væsentlige anfægtede ideer i OER kan findes i brugen af forskellige OER -logoer, som kan fortolkes som mere eller mindre tro mod forestillingen om OER som en global bevægelse.
Stephen Downes har argumenteret for , at produktionen af OER i et konnektivistisk perspektiv er ironisk, fordi "vi i sidste ende ikke kan producere viden til mennesker. Periode. De mennesker, der drager fordel af disse åbne uddannelsesressourceinitiativer, er de mennesker, der producerer disse ressourcer. " 

## Eksterne links
- Leder: " OER: The Future of Education Is Open " af Lisa Young, Una Daly og Jason Stone. <i id="mwB6E">EDUCAUSE Review</i> ® (ISSN 1945-709X). Mandag den 28. august 2017.
- Education på Curlie (som bygger videre på Open Directory Project)
- APRÈN. UPC -læreres websted for læringsproduktion